# Ningde
 (août 2024).
Si vous disposez d'ouvrages ou d'articles de référence ou si vous connaissez des sites web de qualité traitant du thème abordé ici, merci de compléter l'article en donnant les références utiles à sa vérifiabilité et en les liant à la section « Notes et références ».
Ningde (chinois simplifié : 宁德市 ; pinyin : níngdé shì), également appelée, Mingdong (闽东, mǐndōng) est une ville située au nord-est de la province du Fujian en Chine, et au sud de la baie de Wenzhou (province du Zhejiang). Elle est bordée à l'est par la mer de Chine orientale, et est en face de l'île de Taïwan. Elle est bien connue pour son agriculture et ses ressources halieutiques.

## Subdivisions administratives
La ville sous-provinciale de Ningde exerce sa juridiction sur neuf subdivisions administratives: un district urbain (arrondissement et centre ville), deux villes-districts et six xian (comtés).
| Subdivision                            |        | Population | Superficie |
| -------------------------------------- | ------ | ---------- | ---------- |
| Total de la ville-préfécture de Ningde | 宁德市 | 2800 000   | 13 000 km² |
| District de Jiaocheng (centre ville)   | 蕉城区 | 430 000    | 1 537 km²  |
| Ville-district de Fu'an                | 福安市 | 563 000    | 1 794 km²  |
| Ville-district de Fuding               | 福鼎市 | 530 000    | 1 526 km²  |
| Xian de Xiapu                          | 霞浦县 | 461 000    | 1 716 km²  |
| Xian de Gutian                         | 古田县 | 324 000    | 2 376 km²  |
| Xian de Pinnan                         | 屏南县 | 138 000    | 1 485 km²  |
| Xian de Shouning                       | 寿宁县 | 175 000    | 1 425 km²  |
| Xian de Zhouning                       | 周宁县 | 112 000    | 1 047 km²  |
| Xian de Zherong                        | 柘荣县 | 88 000     | 544 km²    |

## Agriculture
Elle est riche en thé et en champignons comestibles. En effet, c'est la région principale en Chine pour la production de thés(vert, rouge, blanc), et c'est la zone de production de champignons comestibles la plus abondante en Chine. Elle produit aussi une grande variété de fruits, comme le pamplemousse chinois, la pêche, le litchi, le longan, le kiwi, la prune et le raisin.

## Fruits de mer: activités maritimes (pêche)
La zone maritime est vaste et propice à la pêche ; elle comprend une vaste zone de mer peu profonde (934 000 hectares) et une autre zone encore moins profonde (436 000 hectares) qui sont propices à l'aquaculture. Elle est riche en fruits de mer, on y trouve les crevettes roses, les coquillages d'erdus, et du poisson les gros courbines jaunes, du mérou, etc.
Elle possède aussi la plus grande base, en Chine, pour la reproduction artificielle du grand maigre jaune.

## Batteries électrique: activités industrielles (voitures électrique)
Elle est également le siège de la société CATL (Contemporary Amperex Technology Limited), le leader mondial des batteries pour les véhicules automobiles. 

## Température
Elle a un climat maritime subtropical moyen et un climat de montagne, la température est d'un minimum de 10 °C l'hiver et d'un maximum de 40 °C l'été. La température est douce, la plupart du temps, elle se situe entre 20 et 30 °C.

## Langue
La plupart des régions de Ningde parlent un dialecte locale, celui de Ningde, appelé aussi Mindong, une des principales du groupe de langues Min. Il y a 9 régions qui parlent un sous dialecte du Mingdong, ce qui les différencie principalement est l'accent[réf. nécessaire].

## Tourisme
Les principaux lieux touristiques sont :
- La ville de Fuan : La montagne Baiyun (zone panoramique nationale) ; Xita putaogou.
- La ville de Fuding : Taimu shan (zone panoramique nationale) ; L'île Dayunshan.
- Le comté Xiapu : Yangjiaxi (zone panoramique nationale).
- Le comté Pingnan : Baishuiyang Scenic Resort ; Yuanyangxi Scenic (zone panoramique nationale).
- Le comté Gutian : Le lac Cuiping (zone panoramique provinciale).
- Le district de Jiaocheng : La montagne Zhiti (zone panoramique provinciale), L'île de Sanduao.
- Le comté Shouning : Yangmeizhou (zone panoramique provinciale).
- Le comté zherong : Dongshishan (zone panoramique provinciale).